# Poecilocharax bovalii
Poecilocharax bovalii és una espècie de peix d'aigua dolça de la família dels crenúquids i de l'ordre dels caraciformes.
Els adults poden assolir fins a 4,7 cm de llargària total. Viu en zones de clima tropical entre 23 °C - 27 °C de temperatura. Es troba a Sud-amèrica: riu Potaro (Guaiana).